# Мак Кінь Чунг
Мак Кінь Чунг (д/н—1625) — 8-й імператор Дайв'єту з династії Мак в 1593—1625 роках.

## Життєпис
Сьомий син вионга Мак Кінь Діена, що тривалий час був фактичним правителем держави. У грудні 1592 року після поразки і загибелі імператора Мак Мау Хопа разом із старшим братом Мак Кінь Тьі втік до повіту Тханлам.
Напочатку 1593 року після поразки і загибелі брата, що на той час був оголошений імператором, стає новим правителем на півночі Дайв'єту. Спирався на військову допомогу полководця Мак Нгок Лієна. Східніше владу перебрав його брат Мак Кінь Банг, що взяв собі посаду дутунши (губернатора), номінально визнаючи владу Мак Кінь Чунга. Так само діяли небіж Мак Кінь Зунг в провінції Тхайнгуєн і родич Мак Кінь Тьионг в провінції Анкуанг.
Такою ситуацією вирішив с користатися мінський уряд, що спробував зберегти розкол північного Дайв'єту. Тому спочатку вимагалося від імператора Ле Тхе Тонга визнати владу династії Мак в 3 підконтрольних тим провінціям. Цім намірам завадили успішні дії князів Чінь, фактичних правителям при імператорі Ле. Вже 1593 року було переможено і страчено Мак Кінь Банга, 1594 року Мак Нгок Лієн зазнав поразки від Чінів й загинув, а Мак Кінг Чунг втік до китайського міста Лунчжоу.
1596 року за підтримки китайців захопив провінцію Каобанг, де зберіг владу за підтримки імперії Мін. Того ж року загинув Мак Кінь Тьионг, внаслідок чого Чінями було захоплено провінцію Анкуанг. 1597 року мінський уряд визнав нарешті законність панування Ле Тхе Тонга. 1598 року потрапив у полон і загинув Мак Кінь Зунг, внаслідок чого династія Мак втратила провінцію Тхайнгуєн.
1600 року Буй Тхо, мати імператора Мак Мау Хопа, повстала в Тханглонзі (столиці), внаслідок чого Мак Кінь Чунг спробував повернутися до колишньої столиці. Але ще до того тюа (князь) Чинь Тунг придушив заколот, а потім завдав поразки Мак Кінь Чунгу біля Хайзионгу.
В подальшому Мак Кінь Чунг регулярно здійснював рейди до провінції Хайзионг, але без якогось результату. Водночас спроби отримати допомогу від імперії Мін були марними, оскільки у 1620-х роках там почалася криза. 1625 року тюа Чинь Чанг переміг Мак Кінь Чунга, захопивши його, а потім стративши в Тханглонзі. Провінцію Каобанг було приєдано до володінь Ле. Решта представників династії Мак втекли до Китаю, або отримали титули гунів (герцогів) від Чінів.